# Тарнівський округ
Тарнівський округ — адміністративна одиниця Королівства Галичини і Лодомерії у складі Австрійської імперії.
Тарнівський округ створений 1782 року. Існував до 1867 року, коли було скасовано округи і залишено лише повітовий адміністративний поділ (повіти виділені у складі округів у 1854 році).

## Географія
У Тарнівському окрузі було 3 міста, 11 містечок та 468 сіл.

## Повіти
В 1860 р. до Тарнівського округу передано з ліквідованого Ясельського округу повіти Бжостек, Фриштак і Ясло. У 1867 році було 13 повітів з адміністративним центрами у Тарнові, Дембиці, Тухові, Кольбушовій, Жабно, Ропчицях, Пільзні, Домброві, Зассові, Мельці, Бжостеку, Фриштаку та Яслі.
Після адміністративної реформи (скасування округів) кількість повітів було скорочено.